# جان کیستر
جان کیستر (انگلیسی: John Keister؛ زادهٔ ۱۱ نوامبر ۱۹۷۰) بازیکن سابق و مربی فوتبال اهل انگلستان است.
از باشگاه‌هایی که در آن بازی کرده‌است می‌توان به باشگاه فوتبال دوور اتلتیک، باشگاه فوتبال والسال، باشگاه فوتبال مارگیت، باشگاه فوتبال شروزبری تاون، باشگاه فوتبال استیونج، و باشگاه فوتبال چستر سیتی اشاره کرد.
وی همچنین در تیم ملی فوتبال سیرالئون بازی کرده‌است.